# 華光海運
華光海運控股有限公司，前身為華光航業，是一間香港的航運公司，由船王趙從衍於1952年創立，1973年於香港上市。80年代華光航運因航運業蕭條而陷入財政危機，趙從衍變賣資產以償還欠下的67億元巨債。
2000年，華光航運被私有化。2008年，華光海運再次招股上市，最多集資十二點七五億港元，公司擁有11艘船。
2008年6月，華光海運因招股反應欠佳，擱置上市計劃。

## 外部連結
- 華光海運控股有限公司招股文件 （页面存档备份，存于）